# Погожала
Погожала (пол. Pogorzała, нім. Seifersdorf) — село в Польщі, у гміні Свідниця Свідницького повіту Нижньосілезького воєводства.
Населення — 253 особи (2011).
У 1975-1998 роках село належало до Валбжиського воєводства.

## Демографія
Демографічна структура станом на 31 березня 2011 року:
|          | Загалом | Допрацездатний вік | Працездатний вік | Постпрацездатний вік |
| -------- | ------- | ------------------ | ---------------- | -------------------- |
| Чоловіки | 133     | 26                 | 99               | 8                    |
| Жінки    | 120     | 22                 | 79               | 19                   |
| Разом    | 253     | 48                 | 178              | 27                   |